# Venezuela a 2020. évi nyári olimpiai játékokon
Venezuela a japán Tokióban megrendezett 2020. évi nyári olimpiai játékok egyik részt vevő nemzete volt. Az országot 14 sportágban 44 sportoló képviselte, akik összesen 4 érmet szereztek.

## Érmesek
| Érem  | Versenyző           | Sportág      | Versenyszám         |
| ----- | ------------------- | ------------ | ------------------- |
| Arany | Yulimar Rojas       | Atlétika     | Női hármasugrás     |
| Ezüst | Julio Mayora        | Súlyemelés   | Férfi 73 kg         |
| Ezüst | Keydomar Vallenilla | Súlyemelés   | Férfi 96 kg         |
| Ezüst | Daniel Dhers        | Kerékpározás | Férfi BMX freestyle |

## Atlétika
| Versenyző        | Versenyszám       | Selejtező | Selejtező | Döntő    | Döntő    |
| Versenyző        | Versenyszám       | Eredmény  | Helyezés  | Eredmény | Helyezés |
| ---------------- | ----------------- | --------- | --------- | -------- | -------- |
| Robeilys Peinado | Női rúdugrás      | 4.55 m    | 1         | 4.50 m   | 8        |
| Yulimar Rojas    | Női hármasugrás   | 14.77 m   | 1         | 15.67 m  | Arany    |
| Ahymara Espinoza | Női súlylökés     | 17.17 m   | 25        | kiesett  | kiesett  |
| Rosa Rodríguez   | Női kalapácsvetés | 68.23 m   | 22        | kiesett  | kiesett  |

## Cselgáncs
| Versenyző          | Versenyszám      | 32-es főtábla             | Nyolcaddöntő           | Negyeddöntő             | Elődöntő | Vigaszág elődöntő          | Bronz- mérkőzés                 | Döntő   | Helyezés |
| ------------------ | ---------------- | ------------------------- | ---------------------- | ----------------------- | -------- | -------------------------- | ------------------------------- | ------- | -------- |
| Anriquelis Barrios | Női váltósúly    | Davidova (ROC) · 10-00    | del Toro (CUB) · 10-00 | Trstenjak (SLO) · 01-10 |          | Ozdoba-Błach (POL) · 01-00 | Beauchemin-Pinard (CAN) · 00-01 | kiesett | 5.       |
| Elvismar Rodríguez | Női középsúly    | Scoccimarro (GER) · 00-01 | kiesett                | kiesett                 | kiesett  | kiesett                    | kiesett                         | kiesett | kiesett  |
| Karen León         | Női félnehézsúly | Sampaio (POR) · 00-10     | kiesett                | kiesett                 | kiesett  | kiesett                    | kiesett                         | kiesett | kiesett  |

## Evezés
| Versenyző                       | Versenyszám              | Előfutam | Előfutam | Vigaszág | Vigaszág | Döntő | Döntő   | Döntő | Helyezés |
| Versenyző                       | Versenyszám              | Idő      | Hely.    | Idő      | Hely.    | Típus | Idő     | Hely. | Helyezés |
| ------------------------------- | ------------------------ | -------- | -------- | -------- | -------- | ----- | ------- | ----- | -------- |
| César Amaris José Güipe Jiménez | Férfi könnyűsúlyú kétpár | 6:46.11  | 5        | 7:01.46  | 5        | C     | 6:36.37 | 3     | 15.      |

## Golf
| Versenyző       | Versenyszám | 1. kör | 2. kör | 3. kör | 4. kör | Összesítés | Összesítés |
| Versenyző       | Versenyszám | Pont   | Pont   | Pont   | Pont   | Pont       | Helyezés   |
| --------------- | ----------- | ------ | ------ | ------ | ------ | ---------- | ---------- |
| Jhonattan Vegas | Férfi       | 66     | 70     | 70     | 67     | 273        | 16         |

## Karate
| Versenyző        | Versenyszám | Csoportkör                                                                                     | Hely | Elődöntő | Döntő   | Helyezés |
| ---------------- | ----------- | ---------------------------------------------------------------------------------------------- | ---- | -------- | ------- | -------- |
| Andrés Madera    | Férfi 67 kg | Kalniņš (LAT) · 2-4 · Derafshipour (EOR) · 3-9 · Da Costa (FRA) · 0-2 · Al-Masatfa (JOR) · 1-4 | 5    | kiesett  | kiesett | kiesett  |
| Claudymar Garcés | Női 61 kg   | Heurtault (FRA) · 8-0 · Jin (CHN) · 0-2 · Çoban (TUR) · 2-6 · Szomeja (JPN) · 8-5              | 2    | kiesett  | kiesett | kiesett  |

| Versenyző    | Versenyszám | Selejtező | Selejtező | Selejtező | Selejtező | Bronz- mérkőzés            | Döntő   | Helyezés |
| Versenyző    | Versenyszám | 1. kata   | Hely.     | 2. kata   | Hely.     | Bronz- mérkőzés            | Döntő   | Helyezés |
| ------------ | ----------- | --------- | --------- | --------- | --------- | -------------------------- | ------- | -------- |
| Antonio Díaz | Férfi kata  | 26.07     | 3 Q       | 26.28     | 3         | Torres (USA) · 26.34–26.72 | kiesett | 4.       |

## Kerékpározás

### Országúti kerékpározás
| Versenyző    | Versenyszám         | Idő           | Helyezés      |
| ------------ | ------------------- | ------------- | ------------- |
| Orluis Aular | Férfi mezőnyverseny | nem ért célba | nem ért célba |

### BMX
| Versenyző    | Versenyszám         | Rangsoroló | Rangsoroló | Döntő | Döntő |
| Versenyző    | Versenyszám         | Pont       | Hely       | Pont  | Hely  |
| ------------ | ------------------- | ---------- | ---------- | ----- | ----- |
| Daniel Dhers | Férfi BMX freestyle | 85.10      | 3          | 92.05 | Ezüst |

## Műugrás
| Versenyző   | Versenyszám              | Selejtező | Selejtező | Elődöntő | Elődöntő | Döntő   | Döntő    |
| Versenyző   | Versenyszám              | Pont      | Helyezés  | Pont     | Helyezés | Pont    | Helyezés |
| ----------- | ------------------------ | --------- | --------- | -------- | -------- | ------- | -------- |
| Óscar Ariza | Férfi egyéni toronyugrás | 327.05    | 22        | kiesett  | kiesett  | kiesett | kiesett  |

## Ökölvívás
Férfi
| Versenyző       | Versenyszám  | Selejtező          | Nyolcaddöntő | Negyeddöntő  | Elődöntő     | Döntő        | Helyezés     |
| --------------- | ------------ | ------------------ | ------------ | ------------ | ------------ | ------------ | ------------ |
| Yoel Finol      | Légsúly      | Tanaka (JPN) · 0-5 | kiesett      | kiesett      | kiesett      | kiesett      | kiesett      |
| Gabriel Maestre | Váltósúly    | visszalépett       | visszalépett | visszalépett | visszalépett | visszalépett | visszalépett |
| Nalek Korbaj    | Félnehézsúly | Houmri (ALG) · 2-3 | kiesett      | kiesett      | kiesett      | kiesett      | kiesett      |

Női
| Versenyző       | Versenyszám | Selejtező              | Nyolcaddöntő | Negyeddöntő | Elődöntő | Döntő   | Helyezés |
| --------------- | ----------- | ---------------------- | ------------ | ----------- | -------- | ------- | -------- |
| Irismar Cardozo | Légsúly     | Sorrentino (ITA) · 0-5 | kiesett      | kiesett     | kiesett  | kiesett | kiesett  |

## Röplabda
Férfi
Játékoskeret
| Venezuelai férfi röplabdacsapat-játékoskeret                                                               | Venezuelai férfi röplabdacsapat-játékoskeret                                               |
| --- | ------------------------------------------------------------------------------------------ |
| - Armando Velásquez - Fernando González - Héctor Mata - Emerson Rodríguez - Robert Oramas - Edson Valencia | - José Carrasco - José Verdi - Eliécer Canelo - Luis Arias - Ronald Fayola - Willner Rivas |

Eredmények
Csoportkör
A csoport
| Hely. | Csapat              | M | Gy | V | Pont | Sz+ | Sz– | SzA   | P+  | P–  | PA    | Továbbjutás |
| ----- | ------------------- | - | -- | - | ---- | --- | --- | ----- | --- | --- | ----- | ----------- |
| 1.    | Lengyelország (POL) | 5 | 4  | 1 | 13   | 14  | 4   | 3,500 | 435 | 365 | 1,192 | Negyeddöntő |
| 2.    | Olaszország (ITA)   | 5 | 4  | 1 | 11   | 12  | 7   | 1,714 | 447 | 411 | 1,088 | Negyeddöntő |
| 3.    | Japán (JPN) (R)     | 5 | 3  | 2 | 7    | 10  | 9   | 1,111 | 437 | 433 | 1,009 | Negyeddöntő |
| 4.    | Kanada (CAN)        | 5 | 2  | 3 | 7    | 9   | 9   | 1,000 | 396 | 387 | 1,023 | Negyeddöntő |
| 5.    | Irán (IRI)          | 5 | 2  | 3 | 6    | 9   | 11  | 0,818 | 453 | 460 | 0,985 |             |
| 6.    | Venezuela (VEN)     | 5 | 0  | 5 | 0    | 1   | 15  | 0,067 | 281 | 393 | 0,715 |             |

| 2021. július 24. 16:25 (9:25) | Japán (JPN)                       | 3–0 | Venezuela (VEN) | Ariake Arena, Tokió Játékvezető: Luis Macias (MEX), Vladimir Simonovic (SRB) |
| 2021. július 24. 16:25 (9:25) | (25–21, 25–20, 25–15) Jegyzőkönyv |     |                 | Ariake Arena, Tokió Játékvezető: Luis Macias (MEX), Vladimir Simonovic (SRB) |

| 2021. július 26. 9:00 (2:00) | Irán (IRI)                        | 3–0 | Venezuela (VEN) | Ariake Arena, Tokió Játékvezető: Hernán Casamiquela (ARG), Susana Rodríguez (ESP) |
| 2021. július 26. 9:00 (2:00) | (25–17, 25–20, 25–18) Jegyzőkönyv |     |                 | Ariake Arena, Tokió Játékvezető: Hernán Casamiquela (ARG), Susana Rodríguez (ESP) |

| 2021. július 28. 16:25 (9:25) | Lengyelország (POL)                      | 3–1 | Venezuela (VEN) | Ariake Arena, Tokió Játékvezető: Hamid Al-Rousi (UAE), Shin Muranaka (JPN) |
| 2021. július 28. 16:25 (9:25) | (25–16, 25–13, 18–25, 25–15) Jegyzőkönyv |     |                 | Ariake Arena, Tokió Játékvezető: Hamid Al-Rousi (UAE), Shin Muranaka (JPN) |

| 2021. július 30. 9:00 (2:00) | Kanada (CAN)                      | 3–0 | Venezuela (VEN) | Ariake Arena, Tokió Játékvezető: Patricia Rolf (USA), Susana Rodríguez (ESP) |
| 2021. július 30. 9:00 (2:00) | (25–13, 25–22, 25–12) Jegyzőkönyv |     |                 | Ariake Arena, Tokió Játékvezető: Patricia Rolf (USA), Susana Rodríguez (ESP) |

| 2021. augusztus 1. 16:25 (9:25) | Olaszország (ITA)                 | 3–0 | Venezuela (VEN) | Ariake Arena, Tokió Játékvezető: Hernán Casamiquela (ARG), Sumie Myoi (JPN) |
| 2021. augusztus 1. 16:25 (9:25) | (25–22, 25–15, 25–17) Jegyzőkönyv |     |                 | Ariake Arena, Tokió Játékvezető: Hernán Casamiquela (ARG), Sumie Myoi (JPN) |

## Sportlövészet
| Versenyző   | Versenyszám                | Selejtező | Selejtező | Döntő   | Döntő   |
| Versenyző   | Versenyszám                | Pont      | Hely      | Pont    | Hely    |
| ----------- | -------------------------- | --------- | --------- | ------- | ------- |
| Julio Iemma | Férfi légpuska             | 618.3     | 43        | kiesett | kiesett |
| Julio Iemma | Férfi sportpuska összetett | 1132      | 39        | kiesett | kiesett |

## Súlyemelés
Férfi
| Versenyző           | Versenyszám | Szakítás | Szakítás | Lökés    | Lökés | Összetett | Hely  |
| Versenyző           | Versenyszám | Eredmény | Hely     | Eredmény | Hely  | Összetett | Hely  |
| ------------------- | ----------- | -------- | -------- | -------- | ----- | --------- | ----- |
| Julio Mayora        | 73 kg       | 156 kg   | 2        | 190 kg   | 2     | 346 kg    | Ezüst |
| Keydomar Vallenilla | 96 kg       | 177 kg   | 2        | 210 kg   | 2     | 387 kg    | Ezüst |

Női
| Versenyző         | Versenyszám | Szakítás | Szakítás | Lökés    | Lökés | Összetett | Hely |
| Versenyző         | Versenyszám | Eredmény | Hely     | Eredmény | Hely  | Összetett | Hely |
| ----------------- | ----------- | -------- | -------- | -------- | ----- | --------- | ---- |
| Yusleidy Figueroa | 59 kg       | 91 kg    | 7        | 115 kg   | 5     | 206 kg    | 6    |
| Naryury Pérez     | 87 kg       | 112 kg   | 4        | 130 kg   | 8     | 242 kg    | 7    |

## Úszás
Férfi
| Versenyző      | Versenyszám | Előfutam | Előfutam | Előfutam | Elődöntő | Elődöntő | Elődöntő | Döntő   | Döntő    |
| Versenyző      | Versenyszám | Idő      | Hely.    | Össz.    | Idő      | Hely.    | Össz.    | Idő     | Helyezés |
| -------------- | ----------- | -------- | -------- | -------- | -------- | -------- | -------- | ------- | -------- |
| Alberto Mestre | 50 m gyors  | 21.96    | 4        | 14       | 22.22    | 7        | 15       | kiesett | kiesett  |
| Alberto Mestre | 100 m gyors | 49.44    | 4        | 33       | kiesett  | kiesett  | kiesett  | kiesett | kiesett  |
| Alfonso Mestre | 400 m gyors | 3:47.14  | 1        | 16       |          |          |          | kiesett | kiesett  |
| Alfonso Mestre | 800 m gyors | 7:52.07  | 2        | 15       | kiesett  | kiesett  |          |         |          |

Női
| Versenyző     | Versenyszám      | Előfutam | Előfutam | Előfutam | Elődöntő | Elődöntő | Elődöntő | Döntő     | Döntő    |
| Versenyző     | Versenyszám      | Idő      | Hely.    | Össz.    | Idő      | Hely.    | Össz.    | Idő       | Helyezés |
| ------------- | ---------------- | -------- | -------- | -------- | -------- | -------- | -------- | --------- | -------- |
| Paola Pérez   | 10 km nyílt vízi |          |          |          |          |          |          | 2:05:45.0 | 20       |
| Jeserik Pinto | 50 m gyors       | 25.65    | 3        | 32       | kiesett  | kiesett  | kiesett  | kiesett   | kiesett  |
| Jeserik Pinto | 100 m pillangó   | 1:00.60  | 5        | 29       | kiesett  | kiesett  | kiesett  | kiesett   | kiesett  |

## Vitorlázás
| Versenyző   | Versenyszám      | Futam | Futam | Futam | Futam | Futam | Futam | Futam | Futam | Futam | Futam | Futam   | Pontszám | Helyezés |
| Versenyző   | Versenyszám      | 1     | 2     | 3     | 4     | 5     | 6     | 7     | 8     | 9     | 10    | É       | Pontszám | Helyezés |
| ----------- | ---------------- | ----- | ----- | ----- | ----- | ----- | ----- | ----- | ----- | ----- | ----- | ------- | -------- | -------- |
| Andrés Lage | Férfi finn dingi | 15    | 18    | 18    | 18    | 19    | 18    | 18    | 17    | 19    | 13    | kiesett | 154      | 18       |

## Vívás
| Versenyző     | Versenyszám             | 64-es főtábla        | 32-es főtábla         | Nyolcaddöntő | Negyeddöntő | Elődöntő | Döntő   | Helyezés |
| ------------- | ----------------------- | -------------------- | --------------------- | ------------ | ----------- | -------- | ------- | -------- |
| Rubén Limardo | Férfi párbajtőr, egyéni |                      | Cannone (FRA) · 12-15 | kiesett      | kiesett     | kiesett  | kiesett | kiesett  |
| José Quintero | Férfi kard, egyéni      | Josida (JPN) · 15-13 | Szilágyi (HUN) · 7-15 | kiesett      | kiesett     | kiesett  | kiesett | kiesett  |